# Martim Coelho
Coelho, Martim foi um militar e navegador português.

## Biografia
Foi um capitão da Armadas da Índia. Partiu para o Oriente em 1507 com ordens para integrar a denominada da Armada de Vasco Gomes de Abreu de durante três anos  , . Este fidalgo  participou na Batalha de Diu, comandando uma da quatro naus mais pequenas, o bergantim (Santo António). Viria a falecer em 1510 na aguada do Saldanha, descoberta por António de Saldanha, na África do Sul, junto a outros navegadores portugueses (Francisco de Almeida, Manuel Teles Barreto, António do Campo, Pero Barreto de Magalhães, Jorge de Melo Pereira,...)